# Methanoculleus submarinus
A Methanoculleus submarinus egy metanogén Archea faj. Az archeák – ősbaktériumok – egysejtű, sejtmag nélküli prokarióta szervezetek. Nagyon szabálytalan gömb alakú, nem mozgékony, átlagos átmérője 0,8–2 μm. Típustörzse: Nankai-1.